# باشگاه فوتبال تان هوا
باشگاه فوتبال تان هوا (انگلیسی: Thanh Hóa Football Club) یک باشگاه فوتبال از ویتنام است که در شهر تان هوا استان تان هوا قرار دارد.